# Raión de Velykobagansky
Velyka Bahachka (en ucraniano: Великобагачанський район) fue un raión o distrito de Ucrania en el óblast de Poltava. En la reforma territorial de 2020, su territorio fue incluido en el raión de Mýrhorod.
Comprendía una superficie de 1019 km².
La capital era el asentamiento de tipo urbano de Velyka Bahachka.

## Demografía
Según estimación 2010 contaba con una población total de 26416 habitantes.

## Otros datos
El código KOATUU es 5320200000. El código postal 38300 y el prefijo telefónico +380 5345.